# Zabrze Challenger
Lo Zabrze Challenger è stato un torneo professionistico di tennis giocato su campi in terra rossa. Faceva parte dell'ATP Challenger Series. Si è giocata una sola edizione, a Zabrze in Polonia.

## Albo d'oro

### Singolare
| Anno | Campione    | Finalista        | Punteggio |
| ---- | ----------- | ---------------- | --------- |
| 2001 | Ota Fukárek | Michael Kohlmann | 6–3, 6–4  |

### Doppio
| Anno | Campioni                       | Finalisti               | Punteggio   |
| ---- | ------------------------------ | ----------------------- | ----------- |
| 2001 | Julian Knowle Michael Kohlmann | Karol Beck Igor Zelenay | 6–1, 7–6(5) |